# José Armando Álvarez Cano
José Armando Álvarez Cano (ur. 30 stycznia 1960 w Jiquilpan) – meksykański duchowny rzymskokatolicki, w latach 2012–2019 prałat terytorialny Huautla, w latach 2019–2025 biskup Tampico, od 2025 arcybiskup koadiutor Morelii.

## Życiorys
Święcenia kapłańskie przyjął 8 lutego 1986 i uzyskał inkardynację do diecezji Zamora. Pracował głównie jako duszpasterz parafialny, był także m.in. misjonarzem fidei donum w Peru oraz przewodniczącym diecezjalnej komisji ds. formacji stałej duchowieństwa.
3 listopada 2011 został prekonizowany prałatem terytorialnym Huautla. Sakry biskupiej udzielił mu 30 stycznia 2012 abp Christophe Pierre.
11 maja 2019 otrzymał nominację na biskupa diecezji Tampico.
25 stycznia 2025 został mianowany arcybiskupem koadiutorem archidiecezji Morelii.